# جاک زیوبر
جاک زیوبر (انگلیسی: Jacek Ziober؛ زادهٔ ۱۸ نوامبر ۱۹۶۵) بازیکن سابق فوتبال اهل لهستان است.
وی همچنین در تیم ملی فوتبال لهستان بازی کرده‌است.